# Китайцы в Намибии
Китайцы в Намибии — этническая группа лиц китайского происхождения, проживающая на территории Намибии.

## История
Китайцы начали появляться в Намибии в конце XX века, но массовый характер иммиграция приобрела в первом десятилетии XXI века. Международное радио Китая сообщило в 1998 году о том, что на территории Намибии работают 50 китайцев. В том же году в Виндхуке был открыт китайский торгово-оптовый центр, впоследствии вокруг его вырос китайский квартал. К 2004 году в Намибии было 22 магазина, принадлежащих китайцам, к 2006 году их число увеличилось до 75. В 2005 году число китайцев в стране увеличилось до 1000 человек. Помимо увеличения массы рабочих неквалифицированных специальностей увеличилось количество служащих представительств крупных компаний. Это связано с увеличением объёма торговли между Китаем и Намибией с 75 млн долларов США в 2003 году до 600 млн долларов США в 2009 году. По оценкам посольства США в 2009 году на территории Намибии проживало около 4000 китайцев. Намибийская оппозиция выдвинула обвинения правительству страны в том, что неконтролируемая выдача разрешений на работу привела к притоку в страну до 40 000 китайских рабочих. В Намибии есть несколько китайских ресторанов (три в Виндхуке), в Ошиканго начали работу несколько заводов, принадлежащих китайцам.
Увеличивающаяся иммиграция китайцев в Намибию вызывает вспышки ксенофобии среди местного населения. Часто это происходит из-за конкуренции в мелкорозничной торговле.